# Thanatus lanatus
Thanatus lanatus es una especie de araña cangrejo del género Thanatus, familia Philodromidae. Fue descrita científicamente por Logunov en 1996.

## Distribución
Esta especie se encuentra en Rusia (Lejano Oriente).